# Nuits noires, nuits blanches
 (janvier 2018).
Nuits noires, nuits blanches est un programme diffusé chaque semaine dans la nuit du vendredi au samedi de 02h00 à 03h00 sur France Inter.
Dans le cadre de Nuits noires, nuits blanches, 2 fictions sont diffusées chaque semaine : une fiction policière à partir de 2h10 puis une comédie à partir de 2h40.
- 2011/2012: Fiction courte (8 minutes) quotidienne
- 2012/2014: deux fictions de 20 minutes chacune, le lundi, de 2h05 à 2h50

La production était assurée par Patrick Liegibel.
À la rentrée 2015, l'émission est supprimée.[Passage contradictoire]